# 小堀正寿
小堀 正寿（こぼり まさひさ）は、江戸時代中期の旗本。官位は従五位下・大膳亮。遠州流茶道6世家元。号は宗延。

## 略歴
享保19年（1734年）（『寛政重修諸家譜』では享保10年（1725年）生まれとなっている）、小堀仁右衛門家4代・小堀惟貞の次男として京にて誕生。5世小堀政峯の娘の子（外孫）にあたる。幼名は富之助、子に小堀正優（遠州流8世）。
寛保2年（1742年）、近江国小室藩嫡子で母方の叔父・小堀政寧が早世したため、代わって外祖父・政峯の養嗣子となり、小堀流茶法を習得する。寛延元年（1748年）徳川家重に御目見。翌年、従五位下大膳亮に叙任された。正峯の実子・政方が無事育った為宝暦2年（1752年）、19歳の時に家督を譲った。
その後は領地の小室に住み、政方の改易後は実家である小堀仁右衛門家の当主で京都代官の小堀邦明の元に身を寄せた。